# Bu Allam Miludi
Bu Allam Miludi (Boualem Miloudi, ar. بوعلام ميلودي; ur. 29 maja 1965) – algierski judoka. Olimpijczyk z Seulu 1988, gdzie zajął dziewiętnaste miejsce wadze ciężkiej.
Brązowy medalista igrzysk afrykańskich w 1987 roku.

## Letnie Igrzyska Olimpijskie 1988
| Konkurencja | Eliminacje                 | Klas. końcowa |
| Konkurencja | Przeciwnik I               | Miejsce       |
| ----------- | -------------------------- | ------------- |
| +95 kg      | Stefano Venturelli (ITA) P | 19.           |